# Arthmius globicollis
Arthmius globicollis är en skalbaggsart som beskrevs av Leconte 1849. Arthmius globicollis ingår i släktet Arthmius och familjen kortvingar. Inga underarter finns listade i Catalogue of Life.